# Kerremanspark
Het Kerremanspark is een park in de tot de Vlaams-Brabantse gemeente Asse behorende plaats Zellik.
Het 27 ha grote Kerremanspark werd aangelegd van 2005-2018 en het is gelegen in de vallei van de Molenbeek waar het aansluit op de natuurgebieden in Ganshoren en in het westen op het open gebied.
Er is een bos en een waterbekken, terwijl er ook recreatieve voorzieningen, zoals een speelweide, werden ingericht. Een iconisch dier in het park is de ringslang.
Een route van 1 km voert langs de diverse aspecten van het park.